# Priscilla Monge

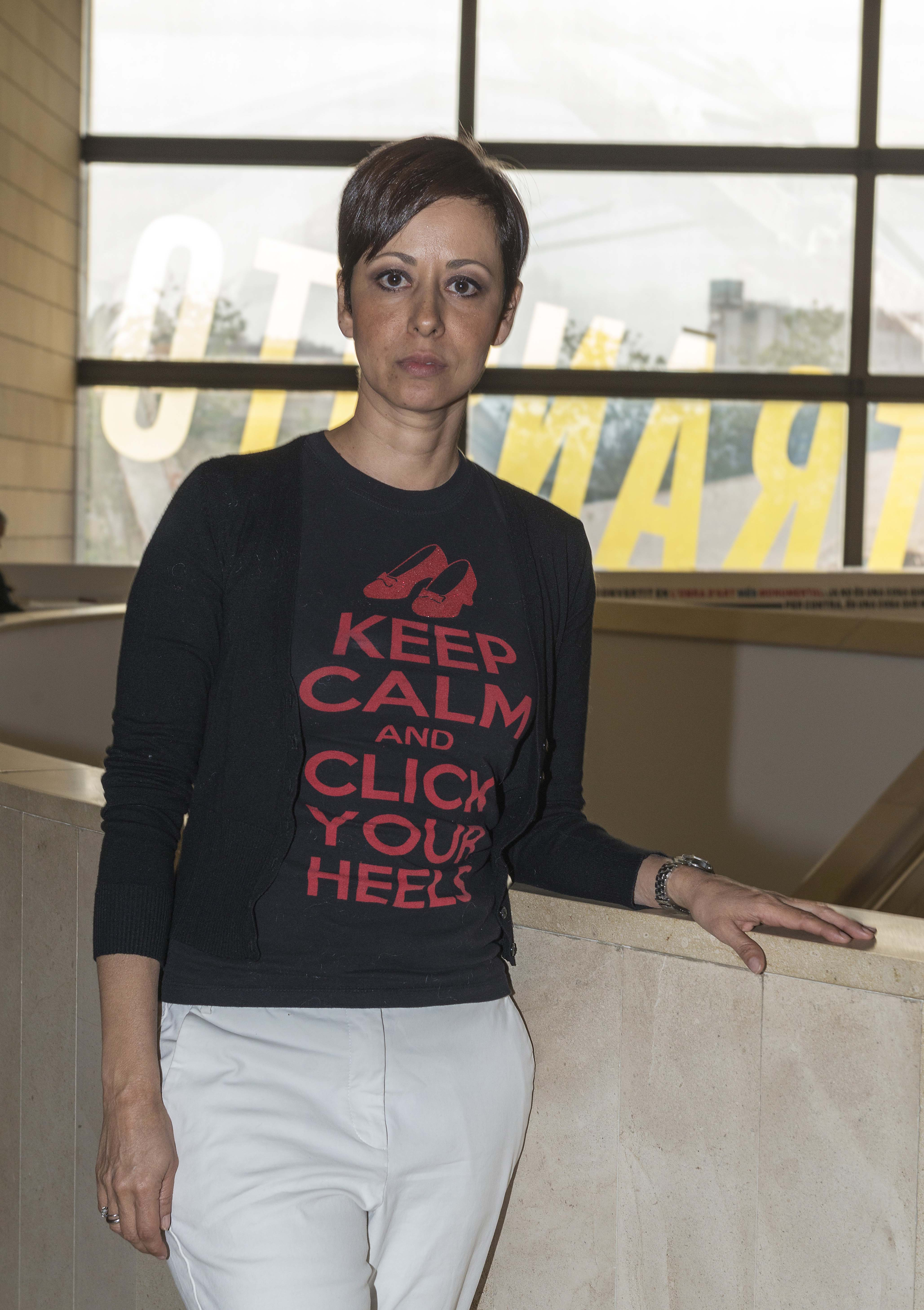
Priscilla Monge in the IVAM of Valencia, 2015.

Priscilla Monge (sinh năm 1968) là một nghệ sĩ người Costa Rica. Cô ấy có lẽ là nghệ sĩ phụ nữ nổi tiếng nhất từ Trung Mỹ. 
Cô sinh ra ở San José và học nghệ thuật tại Đại học Costa Rica. Năm 1994, cô định cư ở Bỉ, ở đó bốn năm; Ở đó, cô đã gặp nghệ sĩ Wim Delvoye, người có ảnh hưởng mạnh mẽ đến sự phát triển của cô như một nghệ sĩ. Bây giờ, cô sống và làm việc tại San José.
Monge thể hiện bản thân thông qua nghệ thuật video, nghệ thuật sắp đặt và nhiếp ảnh. Công việc của cô thường pha trộn giữa sự mong manh và bạo lực và mở ra cho vô số những diễn giải. Bởi vì trên bề mặt, tất cả dường như bình tĩnh, nỗi kinh hoàng ẩn giấu dưới bề mặt còn đáng lo ngại hơn. Công việc của cô thường liên quan đến các vấn đề nữ quyền.
Tác phẩm của cô đã được đưa vào Venice Biennale vào năm 2001 và một lần nữa vào năm 2013; cô cũng là người tham gia Havana Biennial năm 1997  và tại Liverpool Biennial năm 2008 

## Triển lãm
2019 - "Victoria Cabezas và Priscilla Monge: Hãy cho tôi những gì bạn yêu cầu" Lưu trữ ngày 26 tháng 7 năm 2019 tại Wayback Machine - Hiệp hội Châu Mỹ, New York.  2013 - Venice Biennial lần thứ 55, Gian hàng Costa Rica, Ca MinhBonvicini, Venice.  2010 - Biên giới de Pontevedra. Utrópicos: Centroamérica y Caribe Tiết. Comisario Santiago Olmo. Pontevedra, Tây Ban Nha.  2007 - "Nữ quyền toàn cầu" - Bảo tàng nghệ thuật Brooklyn, New York.  2006 - Biên giới nghệ thuật đương đại Liverpool 2006. Liverpool, Vương quốc Anh.  2005 - "Quan điểm" - Chụp ảnh trong bộ sưu tập cố định của El Museo del Barrio. El Museo del Barrio, New York.  2004 - I Bienal Internacional de Arte Contemporáneo de Sevilla - BIACS. Fundación Bienal Internacional de Arte Contemporáneo de Sevilla, Tây Ban Nha.  2003 - OPEN e v+ a 2003 – ev+a. Limerick Biên niên, Limerick, Ireland.  2001 - Venice lần thứ 49 / Biennale di Venecia, Venice.  2000 - 24 ° Bienal de São Paulo, São Paulo, Brazil.  1999 - "Pervirtiendo el Minimalismo". Bảo tàng trung tâm nghệ thuật Reina Sofía, Madrid, España.  1997 - Bienal de La Habana, Havana, Cuba.